# Vajszló megállóhely
Vajszló vasútállomás egy Baranya vármegyei vasúti megállóhely, amit a MÁV üzemeltet Vajszló településen. Jelenleg a Barcs–Középrigóc–Villány-vasútvonalon idáig zajlik teherforgalom Sellye felől, illetve a vasútvonal idáig járható.

## Vasútvonalak
A megállóhelyet az alábbi vasútvonalak érintik:
- Középrigóc–Villány-vasútvonal

## Kapcsolódó állomások
A vasúti megállóhelyhez az alábbi állomások vannak a legközelebb:
- Nagycsány megállóhely (Középrigóc–Villány-vasútvonal)
- Sámod megállóhely (Középrigóc–Villány-vasútvonal)

## Forgalom
Az áthaladó vasútvonalon, így a megállóhelyen is a személyforgalom 2007. március 4-én megszűnt. Jelenleg Sellye felől szórványos teherforgalom van, idáig.

## Megközelítése
Vajszló központjától északra helyezkedik el, közúti megközelítését az 5801-es útból kiágazó 58 314-es számú mellékút – települési nevén Vasút utca – biztosítja.